# Högskolevänstern

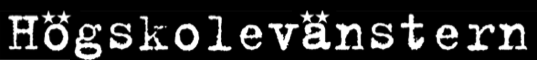
Högskolevänsterns logotyp

Högskolevänstern var mellan 1992 och 2004 en studentförening och ett kårparti vid Filosofiska Fakulteternas Studentkår vid Göteborgs universitet. Föreningen präglades de första åren av en bred verksamhet med studiecirklar, föreläsningar, allmän politisk verksamhet och under mitten av 1990-talet gav man ut den nationellt spridda gratistidningen Replik, som senare bytte namn till Relevans. Under de sista åren koncentrerade sig föreningen dock på den studentfackliga verksamheten. Under åren hann partiet vara med i såväl den styrande majoriteten i kårfullmäktige som i opposition, och man var under hela sin verksamma tid det enskilt största kårpartiet vid studentkåren. Föreningen var partipolitiskt obunden och organiserade allt ifrån vänsterradikala socialdemokrater och vänsterut.
Högskolevänstern drev en studentfacklig linje fokuserad på studiebevakning och jämställdhetsarbete och var mycket restriktiv till att kåravgifter skulle gå till något annat än utbildnings- och studiesocialbevakning i olika former. På Högskolevänsterns program stod motverkande av den sociala snedrekryteringen till universitetet, begränsning av näringslivets inflytande över utbildning och forskning, stärkande av studentinflytandet, strävan efter att hålla nere kåravgiften samt en stärkning av genusperspektivet vid universitetet.  
Under sina två första år i kårstyrelsen var Högskolevänstern involverad i två omdiskuterade frågor. Den första rörde kårobligatoriet, vars avskaffande den borgerliga regeringen under Carl Bildt drev under 1993 och 1994. Högskolevänstern tog efter omfattande debatt ställning för avskaffandet, motiverat av att ett statligt medlemskapstvång inte ansågs förenligt med grundpelarna i frihetlig socialism. Obligatoriet liknades vid tvångsmedlemskap i fackföreningar.  
Den andra omdiskuterade frågan rörde en försäljning av kårhuset till Göteborgs Universitet. Kårhuset hade under många år varit en finansiell förlustaffär för studentkåren, och försäljningen ansågs nödvändig för att rädda studentkårens finanser. Det fanns dock stor oro bland Högskolevänsterns medlemmar att universitetet skulle använda byggnaden för annat än studentverksamhet. Försäljningen villkorades därför så att huset enbart skulle användas för studentfrämjande verksamhet.  
Under 1990-talet skapades ett antal mindre föreningar på högskolor i Sverige som kallade sig för Högskolevänstern. Dessa hade ingen organisatorisk koppling till den ursprungliga kårföreningen och de gick närmast mangrant upp i Vänsterns Studentförbund när detta bildades 1998. 